# Handball-DDR-Oberliga (Männer) 1975/76
Die Handball-DDR-Oberliga der Männer, die höchste Spielklasse im Hallenhandball der DDR, kürte 1975/76 den neuen DDR-Handballmeister. 

## Saisonverlauf
Nach einer normalen Doppelrunde (18 Spieltage) wurde die Liga zweigeteilt. Die ersten fünf spielten eine weitere Doppelrunde untereinander um die Meisterschaft, ebenso die unteren fünf Mannschaften gegen den Abstieg. So mussten alle Mannschaften insgesamt 26 Punktspiele absolvieren. Der Vorjahresmeister ASK Vorwärts Frankfurt kam nur auf den 5. Rang und wurde vom SC Leipzig abgeslöst, der bei den Männern seine zweite Meisterschaft gewann und zusammen mit der Frauenmannschaft auch das zweite Double gewann. Einziger Aufsteiger war die SG Dynamo Halle-Neustadt, die aber nach der Relegationsrunde 1976 sofort wieder abstieg. Dagegen nutzte der Tabellenletzte, die BSG Motor Eisenach die Relegation, um sich den Klassenerhalt zu sichern. 

## Abschlusstabelle
| Pl.                 | Mannschaft                     | Sp | S  | U | N  | Tore    | Punkte |
| Meisterschaftsrunde |                                |    |    |   |    |         |        |
| 1.                  | SC Leipzig                     | 26 | 18 | 2 | 6  | 522:474 | 38:14  |
| 2.                  | SC Magdeburg                   | 26 | 18 | 1 | 7  | 589:524 | 37:15  |
| 3.                  | SC Empor Rostock               | 26 | 15 | 1 | 10 | 531:507 | 31:21  |
| 4.                  | SC Dynamo Berlin               | 26 | 13 | 1 | 12 | 484:463 | 27:25  |
| 5.                  | BSG Post Schwerin              | 26 | 12 | 3 | 11 | 450:443 | 27:25  |
| Abstiegsrunde       |                                |    |    |   |    |         |        |
| 6.                  | ASK Vorwärts Frankfurt (M)     | 26 | 12 | 1 | 13 | 525:498 | 25:27  |
| 7.                  | BSG ZAB Dessau                 | 26 | 12 | 0 | 14 | 470:496 | 24:28  |
| 8.                  | BSG Wismut Aue                 | 26 | 11 | 1 | 14 | 484:482 | 23:29  |
| 9.                  | SG Dynamo Halle-Neustadt (N,A) | 26 | 7  | 1 | 18 | 493:573 | 15:37  |
| 10.                 | BSG Motor Eisenach             | 26 | 6  | 1 | 19 | 495:583 | 13:39  |

Erläuterungen:
1. ↑  A=Absteiger, M=Vorjahresmeister, N=Neuling

## Meistermannschaft
| SC Leipzig |
| Tor: Bernd Hollstein, Siegfried Voigt Feldspieler: Arnd Bödemann, Klaus Dietrich, Lothar Doering, Axel Kählert, Eberhard Krahl, Dieter Lenz, Burghard Meier, Dieter Niemann, Peter Rost, Rüdiger Schmeißer, Gerd Stefanowsky, Uwe Stemmler, Matthias Wolf Trainer: Karl-Heinz Richter |

## Statistik
In der Oberliga wurden insgesamt 130 Spiele ausgetragen, in denen 5.043 Tore erzielt wurden. Die meisten Tore fielen beim 31:24-Sieg des SC Leipzig bei Motor Eisenach. Den höchsten Sieg feierte der ASK Vorwärts Frankfurt mit 27:13 über Dynamo Halle-Neustadt. Axel Kählert wurde mit 187 Treffern wie vor einem Jahr Torschützenkönig, nun als Spieler des SC Leipzig.

## Relegationsrunde
In der Relegationsrunde gelang Chemie Premnitz der Aufstieg, obwohl man in der DDR-Liga-Staffel Nord nur Dritter hinter den nicht aufstiegsberechtigten Zweitvertretungen des ASK Vorwärts Frankfurt und des SC Magdeburg geworden war. Erstmals trafen in der Relegation zwei Mannschaften der gleichen Stadt aufeinander.
| Pl. | Mannschaft                 | Sp | S | U | N | Tore    | Punkte |
| 1   | BSG Motor Eisenach         | 6  | 5 | 0 | 1 | 138:128 | 10:2   |
| 2   | Chemie Premnitz            | 6  | 2 | 2 | 2 | 115:115 | 06:6   |
| 3   | BSG Einheit Halle-Neustadt | 6  | 2 | 1 | 3 | 113:119 | 05:7   |
| 4   | SG Dynamo Halle-Neustadt   | 6  | 0 | 3 | 3 | 108:112 | 03:9   |